# Loano
Loano – miejscowość i gmina we Włoszech, w regionie Liguria, w prowincji Savona.
Według danych na rok 2004 gminę zamieszkiwało 10 559 osób, a gęstość zaludnienia wynosiła 812,2 os./km².
W miejscowości jest stacja kolejowa Loano.

## Miasta partnerskie
- Francheville